# Сен-П'єр і Мікелон і Європейський Союз
Відносини між Сен-П’єром і Мікелоном та Європейським Союзом базуються на тому, що Сен-П’єр і Мікелон є заморською країною та територією Європейського Союзу (тобто територією держави-члена за межами Європейського Союзу).

## Правова база
Відносини між Європейським Союзом і заморськими країнами і територіями регулюються статтями 198-203 Договору про Європейський Союз. Вона забезпечують:
- «Асоціацію до Союзу, з метою економічне та соціальне просування» (ст.198)
- Рівність у торгівлі з державами-членами (ст. 199)
- Скасування митних зборів у торгівлі (ст. 200 і 201)
- Вільне переміщення працівників між Європейським Союзом та заморськими країнами та територіями (ст. 202)
- Правові правила управління цим об'єднанням (ст. 203).

Рішення Європейської Ради 25 листопада 2013 року детально описані методи застосування цих статей та їх фінансові аспекти.
Сен-П’єр і Мікелон також є частиною Асоціації заморських країн і територій Європейського Союзу, OCTA, яка налічує двадцять два члени. Його мета – «економічний та сталий розвиток через співпрацю з ЄС, а також регіональними та глобальними партнерами, а також налагодити тривалий діалог з ЄС» через щорічний форум.

## Винятки з політики спільноти
| Держави-члени та території | У союзі? | Застосування союзного права    | Підлягає виконанню в суді | Євратом | Союзне громадянство | Вибори до парламенту | Шенгенська зона | Зона ПДВ | Митна територія Союзу | Спільний європейський ринок | Єврозона |
| -------------------------- | -------- | ------------------------------ | ------------------------- | ------- | ------------------- | -------------------- | --------------- | -------- | --------------------- | --------------------------- | -------- |
| Сен-П'єр і Мікелон         | Ні       | Мінімальне застосування (ЖВТ ) | Так                       | Так     | Так                 | Так                  | Ні              | Ні       | Ні                    | Застосування часткове       | Так      |

## Допомога розвитку
Сен-П'єр і Мікелон отримав 12,8 млн євро в рамках дев'ятого Європейського фонду розвитку, і 16 millions євро в рамках десятого. Одинадцятий (2014-2020) передбачає допомогу в розмірі 26,3 млн євро.